# Huntington (Massachusetts)
Pour les articles homonymes, voir Huntington.
Huntington est une ville américaine située dans le comté de Hampshire dans l’État du Massachusetts.

## Traduction
- (en) Cet article est partiellement ou en totalité issu de l’article de Wikipédia en anglais intitulé « Huntington, Massachusetts » (voir la liste des auteurs).